# Кубок Кипра по футболу
Кубок Кипра по футболу (греч. Κύπελλο Κύπρου Coca-Cola) — футбольный национальный турнир на Кипре, спонсором которого является «Кока-Кола».

## Изменения формата
В 2008 году федерацией футбола Кипра было принято решение внести следующие изменения в формат турнира:
Создано два турнира, в одном из которых будут принимать участие клубы из 3-го и 4-го футбольных дивизионов, а в другом клубы из 1-й и 2-й лиг соответственно. Полуфиналисты предыдущего сезона начинают новый розыгрыш турнира со стадии 1/8 финала. Оба турнира проводятся следующим образом:
- 1/16 финала
- 1/8 финала
- 1/4 финала
- 1/2 финала
- Финал (проводится на нейтральном поле)

## Выступления клубов
| Клуб               | Победы | Финалы | Сезоны побед |
| ------------------ | ------ | ------ | --- |
| АПОЭЛ              | 21     | 10     | 1937, 1941, 1947, 1951, 1963, 1968, 1969, 1973, 1976, 1978, 1979, 1984, 1993, 1995, 1996, 1997, 1999, 2006, 2008, 2014, 2015 |
| Омония             | 16     | 7      | 1965, 1972, 1974, 1980, 1981, 1982, 1983, 1988, 1991, 1994, 2000, 2005, 2011, 2012, 2022, 2023                               |
| Анортосис          | 11     | 6      | 1949, 1959, 1962, 1964, 1971, 1975, 1998, 2002, 2003, 2007, 2021                                                             |
| Аполлон            | 9      | 7      | 1966, 1967, 1986, 1992, 2001, 2010, 2013, 2016, 2017                                                                         |
| АЕЛ                | 7      | 11     | 1939, 1940, 1948, 1985, 1987, 1989, 2019                                                                                     |
| ЭПА                | 5      | 3      | 1945, 1946, 1950, 1953, 1955                                                                                                 |
| Траст              | 3      | 1      | 1935, 1936, 1938 |
| Четинкая Тюрк      | 2      | 1      | 1952, 1954 |
| АЕК Ларнака        | 2      | 2      | 2004, 2018 |
| Пезопорикос        | 1      | 7      | 1970 |
| Олимпиакос Никосия | 1      | 3      | 1977 |
| Неа Саламина       | 1      | 2      | 1990 |
| Алки               | 0      | 5      | |
| Эносис             | 0      | 4      | |
| Арис               | 0      | 1      | |
| Дигенис Морфу      | 0      | 1      | |
| Этникос            | 0      | 1      | |
| Левкоша            | 0      | 1      | |
| Эрмис              | 0      | 1      | |